# Фрунзенский мост (Самара)
Фру́нзенский мост — автомобильный мост в городе Самаре, пересекает реку Самару неподалёку от Хлебной площади. Мост связывает два района города — Самарский и Куйбышевский — и соединяет улицы Фрунзе и Шоссейную.

## Конструкция
Сталежелезобетонный мост (длина — 667 м, ширина проезжей части — 22 м) имеет шестиполосное движение (по 3 полосы в каждую сторону) стал альтернативой обветшавшему Старому мосту, который имеет всего две полосы и не справляется с постоянно возрастающим автомобильным потоком.
Помимо самого моста построен километровый подъезд со стороны Шоссейной и транспортные развязки на присоединяемых улицах. Мост через озеро Банное (длина 79,6 м) и путепровод на транспортной развязке съезда на улицу Шоссейную.

## Строительство
Строительство началось в ноябре 2015 года, завершить планировалось в марте 2020, фактически завершено в июле 2020: по словам министра транспорта и автомобильных дорог Самарской области Ивана Пивкина, причиной задержки полного ввода Фрунзенского моста стали археологические раскопки. Строительство вело ОАО «Стройтрансгаз», причём конкурентов при подаче заявки не было: «Стройтрансгаз» был единственным участником аукциона. Общая стоимость работ оценена в 12,3 миллиарда рублей. Финансирование велось из областного и федерального бюджетов.
По словам министра транспорта Самарской области Ивана Пивкина, весь бетон и асфальтобетон для моста производился в Самарской области, и необходимый для строительства песок также намывался местными компаниями в карьерах по берегам рек Волги и Самары; также использован высокопрочный уральский щебень.
Строительство второй очереди Фрунзенского моста началось в декабре 2019 года. Эта часть включает в себя:
- многоуровневую развязку на пересечении Кряжского шоссе — Новокуйбышевского шоссе — Уральской — Утёвской: длина путепровода— 212,62 метра[15], общая протяжённость 700 метров[16] ;
- многоуровневую развязку на пересечении Пугачёвского тракта — Стромиловского шоссе — Грозненской: длина — 124,44 метра[17];
- путепровод через железнодорожные пути на 1094-м км перегона Кряж — Самара. Его длина составит 212,69 метра;

строительство второй очереди моста планируют завершить в 2023 году.
31 декабря 2019 г. было открыто частичное движение «в тестовом режиме» по Фрунзенскому мосту с развязкой со стороны ул. Шоссейной, без съездов, развязки со стороны Хлебной площади. Официально мост планировалось сдать в эксплуатацию со всеми развязками в марте 2020 года. Фактически движение по нему было открыто без надлежащего официального разрешения на ввод объекта в эксплуатацию, что неоднократно вызывало реакцию Роспотребнадзора. В мае 2021 года было получено положительное заключение Главгосэкспертизы России на корректировку проекта первой очереди Самарского (Фрунзенского) моста, что стало ещё одним шагом к введению объекта в эксплуатацию.

## История
О строительстве нового моста через Самару говорили ещё в 2007 году. Проектирование первого этапа прошло госэкспертизу и было завершено в 2013 году. Земли для строительства моста и дорожной развязки Министерству транспорта Самарской области пришлось изымать через арбитражный суд у компании «Стройтрансфлот». Стоимость работ оценивалась в 10,8 млрд рублей. Также для строительства моста пришлось изъять у собственников и другие земельные участки. В перспективе, по словам бывшего губернатора Самарской области Николая Меркушкина, Кировский и Фрунзенский мосты будут соединены набережной.
Первоначальный проект предусматривал, что мост должен был начинаться с улицы Самарской. Начальная цена контракта, согласно аукционной документации, составляет 12,81 млрд рублей. Для экономии средств решено было передвинуть мост на улицу Фрунзе и сделать его пониже. По информации «Российской газеты», «после вмешательств госфинконтроля … проект подешевел более чем на 835 миллионов рублей».
На подряд претендовала саратовская строительная компания ПАО «Волгомост», она даже обжаловала в ФАС документацию об электронном аукционе, и ФАС жалобу удовлетворила. Ранее ходили слухи об интересе турецкого холдинга «Озалтын» к строительству Фрунзенского моста.
В 2023 году в результате проверки расходования денег, выделенных на строительство Фрунзенского моста и ремонт дорог в 2019—2023 годах, Счётная палата Самарской области  рассмотрела второй этап строительства: «дорога от улицы Шоссейной до границы Самары». Обнаружены нарушения градостроительного и бюджетного законодательства РФ. В 2024 году Арбитражный суд частично удовлетворил исковые требования Министерства транспорта и автомобильных дорог Самарской области к ОАО «Стройтрансгаз» и взыскал с подрядчика неустойку более 300 миллионов рублей.

## Транспорт
По Фрунзенскому мосту планировалось пустить троллейбусы, но из-за проблем с финансированием проект не осуществлён. Препятствием запуску общественного транспорта на мост служит и то, что объект так официально не введён в эксплуатацию. Мост остаётся чисто автомобильным.